# Facade

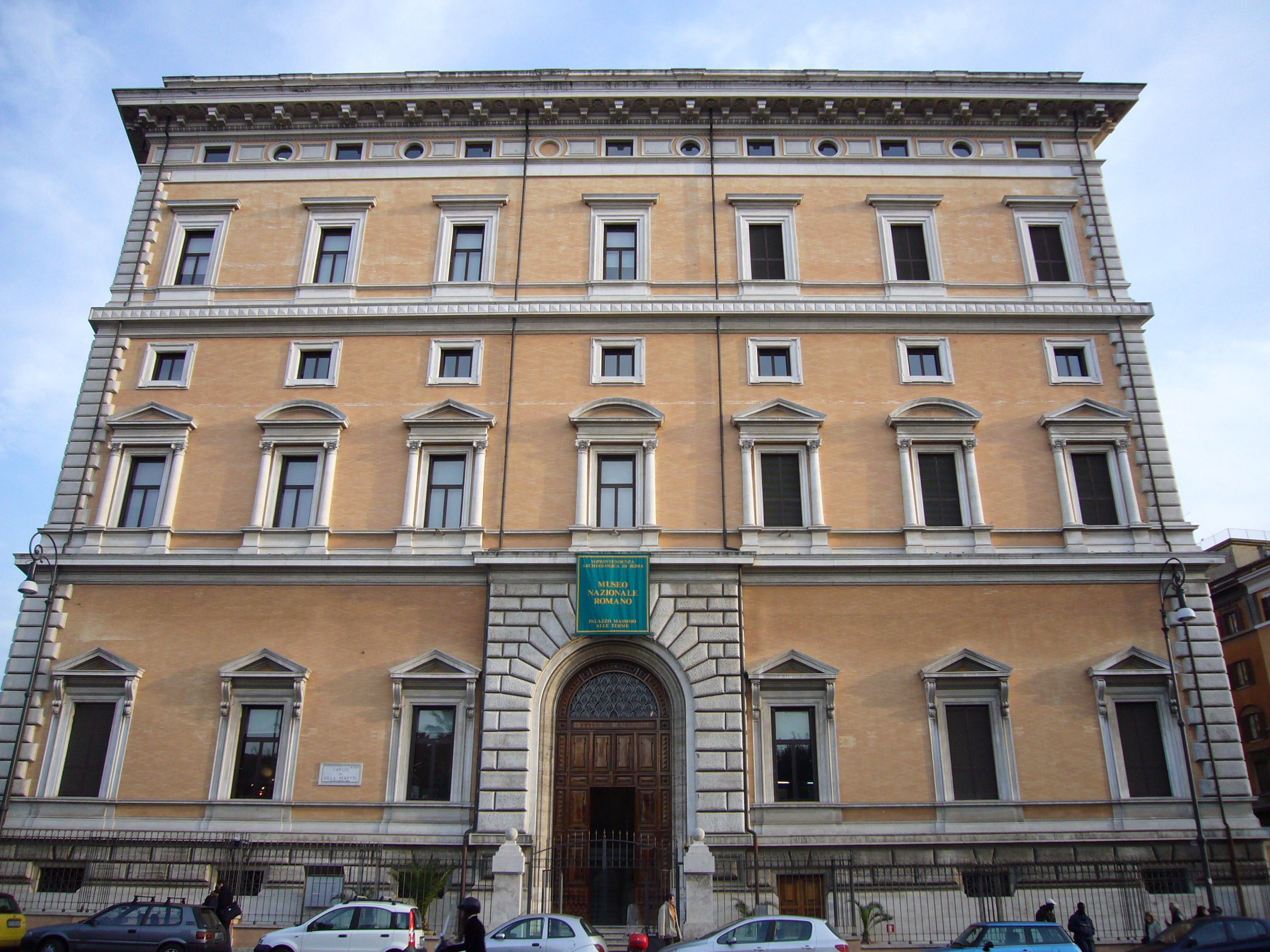
Mặt dựng của tòa nhà Palazzo Massimo tại Roma, Ý.

Mặt dựng hay Facade (từ mượn từ tiếng Pháp, hay façade; /fəˈsɑːd/ ⓘ) là thuật ngữ để chỉ mặt ngoài của một công trình kiến trúc, thường là mặt trước của tòa nhà đó. Theo quan điểm kiến trúc, facade của tòa nhà thường là khía cạnh quan trọng nhất khi làm thiết kế vì nó quyết định đặc điểm bao trùm toàn bộ công trình. Từ giác độ kỹ thuật, facade có ảnh hưởng lên hiệu quả sử dụng năng lượng của tòa nhà. Luật lệ của nhiều nơi quy định rất chặt chẽ hoặc cấm hoàn toàn việc làm biến dạng những facade của các công trình mang tính lịch sử.
Mặt tiền các công trình cao tầng
Trong tòa nhà cao tầng hiện đại, mặt bên ngoài thường được gắn trên các tấm sàn bê tông. Có thể là  tường rèm và tường bê tông đúc sẵn. Mặt tiền đôi khi có thể được yêu cầu  cần có để hạn chế cháy, ví dụ, nếu hai tòa nhà rất gần nhau, để giảm khả năng cháy lan từ tòa nhà này sang tòa nhà khác. Nói chung, các hệ thống mặt tiền treo hoặc gắn vào các tấm bê tông đúc sẵn sẽ được làm từ nhôm (sơn tĩnh điện hoặc anodized) hoặc thép không gỉ.
Trong những năm gần đây, nhiều vật liệu xa hoa như titan đôi khi đã được sử dụng, nhưng do chi phí và tính chất của chúng đối nên không được phổ biến. Dù được đánh giá hay không, phòng cháy chữa cháy luôn được xem xét thiết kế trong thiết kế. Điểm nóng chảy của nhôm là 660 °C, thường đạt được trong vòng vài phút sau khi bắt đầu đám cháy.
Các phương pháp phòng cháy cũng căn lắp đặt nghiêm túc để tránh tình trạng hỏa hoạn. Nên đặt hệ thống phun nước chữa cháy ở mỗi tầng để có thể phòng cháy tốt nhất khi có các nguy cơ về cháy nổ. Một số mã xây dựng cũng giới hạn tỷ lệ phần trăm diện tích cửa sổ trong các bức tường bên ngoài. Khi bức tường bên ngoài không được xếp hạng, cạnh của chu vi sẽ trở thành một điểm nối nơi các tấm định mức đang đặt một bức tường không được đánh dấu. Đối với các bức tường được xếp hạng, người ta cũng có thể chọn các cửa sổ và cửa chống cháy được xếp hạng, để duy trì xếp hạng của bức tường đó.

## Từ nguyên
Từ facade là từ mượn của tiếng Anh, bản thân tiếng Anh lại mượn từ tiếng Pháp façade (nghĩa là "mặt tiền" hay "gương mặt"), rồi đến lượt tiếng Pháp mượn từ tiếng Ý facciata (nghĩa là "gương mặt"), sâu xa hơn nữa là mượn từ tiếng Latinh hậu cổ điển là ''facia''.